# Ligue européenne masculine de volley-ball 2014
Navigation
2013 2015
La 11e Ligue européenne de volley-ball se déroule du 6 juin au 27 juillet 2014. Étant donné qu'aucune nation ne s'est portée candidate pour l'organisation de la phase finale, les demi-finales et la finale auront lieu en matchs aller/retour.

## Nouveauté de l'édition 2014
Le vainqueur de l'édition 2014 de la Ligue européenne sera automatiquement qualifié pour la Ligue mondiale 2015.

## Équipes participantes
- Autriche
- Azerbaïdjan
- Danemark
- Grèce
- Macédoine du Nord
- Monténégro
- Pologne
- Roumanie
- Slovénie
- Turquie

## Tour préliminaire

### Composition des groupes
| Groupe A                                      | Groupe B                                             |
| --------------------------------------------- | ---------------------------------------------------- |
| Pologne Grèce Monténégro Roumanie Azerbaïdjan | Turquie Slovénie Autriche Danemark Macédoine du Nord |

### Groupe A
| # | Équipe      | Pts | J | G | Gt | Pt | P | Sp | Sc | Ratio | Pp  | Pc  | Ratio |
| 1 | Monténégro  | 17  | 8 | 5 | 1  | 0  | 2 | 20 | 10 | 2     | 713 | 632 | 1.128 |
| 2 | Grèce       | 15  | 8 | 4 | 1  | 1  | 2 | 18 | 14 | 1.286 | 722 | 704 | 1.026 |
| 3 | Roumanie    | 13  | 8 | 3 | 2  | 0  | 3 | 17 | 16 | 1.063 | 760 | 737 | 1.031 |
| 4 | Pologne     | 13  | 8 | 3 | 1  | 2  | 2 | 18 | 16 | 1.125 | 758 | 750 | 1.011 |
| 5 | Azerbaïdjan | 2   | 8 | 0 | 0  | 2  | 6 | 7  | 24 | 0.292 | 614 | 747 | 0.822 |

### Groupe B
| # | Équipe            | Pts | J | G | Gt | Pt | P | Sp | Sc | Ratio | Pp  | Pc  | Ratio |
| 1 | Slovénie          | 21  | 8 | 7 | 0  | 0  | 1 | 22 | 4  | 5.5   | 644 | 523 | 1.231 |
| 2 | Macédoine du Nord | 20  | 8 | 6 | 1  | 0  | 1 | 22 | 9  | 2.444 | 735 | 655 | 1.122 |
| 3 | Autriche          | 9   | 8 | 3 | 0  | 0  | 5 | 12 | 16 | 0.75  | 622 | 653 | 0.953 |
| 4 | Turquie           | 9   | 8 | 3 | 0  | 0  | 5 | 10 | 16 | 0.625 | 580 | 586 | 0.99  |
| 5 | Danemark          | 1   | 8 | 0 | 0  | 1  | 7 | 3  | 24 | 0.125 | 493 | 657 | 0.75  |

## Phase finale
La phase finale se disputera du 10 au 27 juillet 2014 en matchs aller/retour.

## Classement final
| Place              | Équipe            |
| ------------------ | ----------------- |
| Médaille d'or      | Monténégro        |
| Médaille d'argent  | Grèce             |
| Médaille de bronze | Macédoine du Nord |
| 4                  | Slovénie          |
| 5                  | Roumanie          |
| 6                  | Autriche          |
| 7                  | Pologne           |
| 8                  | Turquie           |
| 9                  | Azerbaïdjan       |
| 10                 | Danemark          |

## Distinctions individuelles
- MVP :
- Meilleur marqueur :
- Meilleur attaquant :
- Meilleur contreur :
- Meilleur serveur :
- Meilleur passeur :
- Meilleur réceptionneur :
- Meilleur libero :